# Piotr Pawlak (koszykarz)
Piotr Pawlak (ur. 3 listopada 1965 w Warszawie) – polski koszykarz występujący na pozycji obrońcy, reprezentant Polski, po zakończeniu kariery zawodniczej działacz sportowy.
W 1989 zajął trzecie miejsce na liście najlepszych strzelców ligi.
W lutym 2002 został prezesem klubu Polonii Warszawa. W styczniu 2003 został dyrektorem sportowym klubu.
Jest synem Władysław Pawlaka, koszykarza, reprezentanta Polski, a następnie trenera oraz ojcem Jana i Jakuba, także koszykarzy.

## Osiągnięcia
Na podstawie, o ile nie zaznaczono inaczej.

### Klubowe
- Brązowy medalista mistrzostw Polski (1992)
- Awans do najwyższej klasy rozgrywkowej z:
  - Legią Warszawa (1987)
  - Pogonią Sosnowiec (1996)
  - Polonią Warszawa (2000)
- Uczestnik rozgrywek Pucharu Koracia (1990–1992 – I runda, 1992/1993 – III runda)

### Młodzieżowe
- Lider strzelców mistrzostw Polski juniorów (1984)

### Reprezentacja
- Uczestnik:
  - kwalifikacji:
    - olimpijskich (1988)
    - do Eurobasketu 1995 (1993)[6]

  - mistrzostw Europy U–18 (1984 – 11. miejsce)[7]